# Køge BK
Køge Boldklub je dánský fotbalový klub z města Køge. Dvakrát vyhrál dánskou ligu (1954, 1975), přičemž první vítězství znamenalo historický průlom, neboť poprvé se dánským mistrem nestal klub z hlavního města Kodaně. V nultých letech 21. století se klub ovšem dostal do vážných finančních problémů, které chtěl vyřešit – jak bývá v dánském sportu obvyklé – fúzí s jiným klubem, s Herfølge Boldklub. Tuto fúzi však nepovolila Dánská fotbalová asociace, a tak klub v březnu 2007 ohlásil insolvenci a v únoru 2009 bankrot. Následně byl v dánském ligovém systému přeřazen o tři stupně níže.